# Xã Fertile, Quận Worth, Iowa
Xã Fertile (tiếng Anh: Fertile Township) là một xã thuộc quận Worth, tiểu bang Iowa, Hoa Kỳ. Năm 2010, dân số của xã này là 807 người.